# Степановка (Любинский район)
Степановка — деревня в Любинском районе Омской области. В составе Увало-Ядринского сельского поселения.

## История
Основана в 1926 г. В 1928 г. посёлок Степановский состоял из 21 хозяйства, основное население — русские. В составе Таврического сельсовета Любинского района Омского округа Сибирского края.

## Население
| 2010 |
| ---- |
| 195  |